# زيكي ريغلي
زيكي ريغلي (بالإنجليزية: Zeke Wrigley)‏ هو لاعب كرة قاعدة أمريكي، ولد في 18 يناير 1874 في فيلادلفيا في الولايات المتحدة، وتوفي بنفس المكان في 28 سبتمبر 1952.

## وصلات خارجية
- زيكي ريغلي على موقعبيزبول رفرنس.كوم (الدوري الرئيسي) (الإنجليزية)
- زيكي ريغلي على موقعبيزبول رفرنس.كوم (الدوري الثانوي) (الإنجليزية)